# Ali Kushayb
Ali Muhammad Ali Abd-Al-Rahman (Ali Kushayb) menes at være lederen af den militia, Janjaweed, der står bag folkedrab, krigsforbrydelser og forbrydelser mod menneskeheden i Darfur, Sudan. 

## Anklager
Ali Kushayb blev den 27. februar 2007 anklaget for at have begået krigsforbrydelser og forbrydelser mod menneskeheden af den Internationale Straffedomstol. Chefanklageren, Luis Moreno-Ocampo har i anklageskriftet fremhævet 51 tilfælde hvor han mener at kunne bevise at Ali Kushayb sammen med Ahmad Harun har begået krigsforbrydelser og forbrydelser mod menneskeheden. Det har ikke været muligt for domstolen at få varetægtsfængslet Ali Kushayb, da Sudans præsident, Omar al-Bashir ikke ønsker at udlevere ham og Ali Kushayb sjældent rejser udenfor Sudan. Der har været adskillige skueprocesser mod ham i Sudan, hvor han styret har frikendt ham.
I juli 2021 bekræftede dommerne ved Den Internationale Straffedomstol (ICC) tiltalen mod Ali Kushayb. Ali Kushayb beskyldes nu for forbrydelser mod menneskeheden og krigsforbrydelser for mord, forfølgelse, tortur, krænkelse af personlig værdighed, grusom behandling, angreb mod civile, voldtægt, tvangsoverførsel af befolkning og plyndring. Forbrydelser begået mellem august 2003 og marts 2004 under konflikten mellem Omar al-Bashirs regime og oprørsgrupper i Darfur. Ali Khushayb   har frivilligt har overgivet sig til ICC i Den Centralafrikanske Republik, på baggrund af en arrestordre udstedt af ICC 27. april 2007